# Spijkenisse
Spijkenisse va ser un municipi de la província d'Holanda del Sud, al sud dels Països Baixos fins al 31 de desembre de 2014.
Es part d'una illa fluvial format per l'Oude Maas, Spui, Brielse Meer i Hartelkanaal a la desembocadura del Mosa al mar del Nord. El primer esment Spickenisse data del 1231. L'1 de gener del 2009 tenia 72.622 habitants repartits sobre una superfície de 30,23 km² (dels quals 4,11 km² corresponen a aigua). Limitava al nord amb Rotterdam i Albrandswaard, a l'oest amb Bernisse i al sud amb Korendijk i Oud-Beijerland.
L'1 de gener de 2015 es va fusionar amb el municipi de Bernisse. El nou municipi va prendre el nom de Nissewaard i el 2013 tenia uns 85.000 habitants.

## Nuclis
Hekelingen, Den Hoek i Beerenplaat.

## Persones
- Jan Campert (1902-1943), escriptor i resistent contra els nazis

## Agermanaments
- Thetford
- Hürth